# アリールスルファターゼ
アリールスルファターゼ(英: Arylsulfatase、EC 3.1.6.1)は、スルファターゼ酵素の1つで、系統名は、アリール硫酸スルホヒドロラーゼ(aryl-sulfate sulfohydrolase)である。
以下の化学反応を触媒する。
フェノール硫酸 + 水 {\displaystyle {\ce {<=>}}} フェノール + 硫酸
この酵素のグループは、似たような特異性を持つ。以下のような型がある。
- セレブロシドスルファターゼ(アリールスルファターゼA)
- N-アセチルガラクトサミン-4-スルファターゼ(アリールスルファターゼB)
- ステリルスルファターゼ(アリールスルファターゼC)
- ARSC2
- ARSD
- ARSE
- ARSF
- ARSG
- ARSH
- ARSI
- ARSJ
- ARSK